# ذياح (النادرة)

تعديل مصدري - تعديل

ذياح محلة تابعة لقرية بيت الوعيل، التابعة لعزلة شخب بمديرية النادرة إحدى مديريات محافظة إب في الجمهورية اليمنية، بلغ تعداد سكانها 266 حسب تعداد اليمن لعام 2004.